# ハンス・アルトマン
ハンス・アルトマン（Hans Altmann, 1904年11月27日 - 1961年2月25日）は、ドイツの指揮者、ピアノ奏者。

## 概要

### 生涯
ドイツ領シュトラスブルクの生まれ。地元の音楽院を経てフランクフルト音楽院に進学し、ハンス・プフィッツナーらの薫陶を受ける。1923年からフランクフルト歌劇場の練習指揮者としてキャリアをはじめ、1932年にウィーン国立歌劇場の指揮者陣に加わる。1935年からベルリンに行き、1937年から1944年までバイエルン国立歌劇場で指揮をした。第二次世界大戦後はバイエルン放送の専属ピアニストとして活動した。
ミュンヘンにて死去。